# بوبي واتكينز (لاعب كرة قدم أمريكية)
بوبي واتكينز (بالإنجليزية: Bobby Watkins)‏ هو لاعب كرة قدم أمريكية أمريكي، ولد في 31 مايو 1960 في كوتونوود في الولايات المتحدة.

## وصلات خارجية
- بوبي واتكينز على موقع مرجع كرة القدم المحترفة.كوم (الإنجليزية)